# Stopnica Pierwsza (gromada)
Stopnica I lub Stopnica Pierwsza (do 30 XII 1961 Stopnica; od 1 I 1969 Stopnica) – dawna gromada, czyli najmniejsza jednostka podziału terytorialnego Polskiej Rzeczypospolitej Ludowej w latach 1954–1972.
Gromady, z gromadzkimi radami narodowymi (GRN) jako organami władzy najniższego stopnia na wsi, funkcjonowały od reformy reorganizującej administrację wiejską przeprowadzonej jesienią 1954 do momentu ich zniesienia z dniem 1 stycznia 1973, tym samym wypierając organizację gminną w latach 1954–1972.
Gromada Stopnica I z siedzibą GRN w Stopnicy (wówczas wsi) powstała 31 grudnia 1961 w powiecie buskim w woj. kieleckim w związku ze zmianą nazwy gromady Stopnica na gromada Stopnica I. Przyczyną zmiany nazwy było przejęcie przez sąsiednią gromadę Białoborze członu Stopnica od jej faktycznej siedziby GRN, która od 31 grudnia 1959 znajdowała się właśnie w Stopnicy. Celem zmiany nazwy było zatem ujednoznacznienie dwóch gromad w tym samym powiecie o tej samej nazwie.
W 1965 roku gromada Stopnica I miała 27 członków gromadzkiej rady narodowej.
1 stycznia 1969 do gromady Stopnica Pierwsza przyłączono obszar zniesionej gromady Stopnica Druga, po czm gromadę Stopnica Pierwsza przemianowano na gromada Stopnica.